# Johannes Back
Johannes Back (i riksdagen kallad Back i Råsunda), född 24 juni 1892 i Älvdalen, död 14 maj 1973 i Solna, var en svensk tillsynslärare och politiker (socialdemokraterna).
Johannes Back var riksdagsledamot i andra kammaren för Stockholms läns valkrets 1936. Han är begravd på Solna kyrkogård.